# 동경 134도
동경 134도(東經134度)는 본초 자오선에서 동쪽으로 134도 떨어진 경선이다. 북극점에서 시작하여 북극해, 아시아, 태평양, 인도양, 오스트랄라시아, 남극해, 남극을 거쳐 남극점에 이른다.
동경 134도는 서경 46도와 이어져 지구의 둘레를 이룬다.
북극점에서 남극점까지 동경 134도선은 다음 지역을 지나간다.
| 좌표                                                    | 나라, 지역, 해역 | 주석                                                                                            |
| ------------------------------------------------------- | ---------------- | ----------------------------------------------------------------------------------------------- |
| 북위 90° 0′ 동경 134° 0′  / 북위 90.000° 동경 134.000°  | 북극해           |                                                                                                 |
| 북위 76° 47′ 동경 134° 0′  / 북위 76.783° 동경 134.000° | 랍테프해         |                                                                                                 |
| 북위 71° 23′ 동경 134° 0′  / 북위 71.383° 동경 134.000° | 러시아           | 사하 공화국 하바롭스크 지방 아무르주 하바롭스크 지방 유대인 자치주                              |
| 북위 48° 17′ 동경 134° 0′  / 북위 48.283° 동경 134.000° | 중화인민공화국   | 헤이룽장성                                                                                      |
| 북위 46° 38′ 동경 134° 0′  / 북위 46.633° 동경 134.000° | 러시아           | 프리모르스키 지방                                                                               |
| 북위 42° 56′ 동경 134° 0′  / 북위 42.933° 동경 134.000° | 동해             |                                                                                                 |
| 북위 35° 32′ 동경 134° 0′  / 북위 35.533° 동경 134.000° | 일본             | 혼슈섬(돗토리현, 오카야마현, 나오시마섬, 가가와현)                                              |
| 북위 34° 26′ 동경 134° 0′  / 북위 34.433° 동경 134.000° | 세토 내해        |                                                                                                 |
| 북위 34° 21′ 동경 134° 0′  / 북위 34.350° 동경 134.000° | 일본             | 시코쿠섬(가가와현, 도쿠시마현, 고치현)                                                          |
| 북위 33° 25′ 동경 134° 0′  / 북위 33.417° 동경 134.000° | 태평양           | 팔라우 앙가우르섬(북위 6° 53′ 동경 134° 7′  / 북위 6.883° 동경 134.117° ) 바로 서쪽을 지나감    |
| 남위 0° 44′ 동경 134° 0′  / 남위 0.733° 동경 134.000°   | 인도네시아       | 뉴기니섬                                                                                        |
| 남위 3° 51′ 동경 134° 0′  / 남위 3.850° 동경 134.000°   | 아라푸라해       | 인도네시아 아루 제도(남위 6° 45′ 동경 134° 3′  / 남위 6.750° 동경 134.050° ) 바로 서쪽을 지나감 |
| 남위 11° 52′ 동경 134° 0′  / 남위 11.867° 동경 134.000° | 오스트레일리아   | 노던 준주 사우스오스트레일리아주                                                                |
| 남위 32° 29′ 동경 134° 0′  / 남위 32.483° 동경 134.000° | 인도양           | 오스트레일리아 정부는 이 해역을 남극해의 일부로 본다.                                           |
| 남위 60° 0′ 동경 134° 0′  / 남위 60.000° 동경 134.000°  | 남극해           |                                                                                                 |
| 남위 66° 11′ 동경 134° 0′  / 남위 66.183° 동경 134.000° | 남극             | 오스트레일리아령 남극 지역, 오스트레일리아가 영유권을 주장한다.                                 |

## 같이 보기
- 동경 133도
- 동경 135도